# Holloway (Minnesota)
Holloway – miasto w Stanach Zjednoczonych, w stanie Minnesota, w hrabstwie Swift.